# Graafschap Auriate
Het graafschap Auriate was een historisch land in Italië in de huidige regio Piëmont. Het lag ten westen van de Cottische Alpen tussen Saluzzo en Cuneo.
In het begin van de 10e eeuw wordt een graaf Rudolf van Auriate genoemd die na 902 stierf. Hij benoemt de Frankische ridder Rogier uit het geslacht der Arduinen als zijn plaatsvervanger en later als opvolger. Rogiers zoon Arduin Glaber verdrijft tussen 940 en 945 de Saracenen uit het Susadal en wordt daarna een van de vertrouwelingen van markgraaf Berengarius van Ivrea, die in 950 koning van Italië werd.
Berengarius II begint meteen met een militaire reorganisatie van Noordwest-Italië ten zuiden van de Po met de bedoeling om aanvallen van de Saracenen vanaf zee beter af te kunnen slaan. Hiertoe richt hij drie nieuwe markgraafschappen in, waarin hij een aantal van zijn getrouwen aanstelt: Turijn, West-Ligurië en Oost-Ligurië.
Arduin wordt markgraaf van Turijn. Het gebied omvat grofweg het gebied tussen Turijn, de Cottische Alpen, Ventimiglia en Albenga. Ook Auriate valt binnen deze grenzen en Arduins machtsgebied wordt dus flink uitgebreid.
Net zoals de andere markgraafschappen was ook Turijn geen lang leven beschoren. Na de dood van Arduin werd het gebied verdeeld onder zijn zonen. Door het huwelijk van Bertha van Turijn, achterkleindochter van Arduin, met markgraaf Teto van West-Ligurië kwam Auriate in handen van de Aleramiden en legde de basis voor markgraafschap Saluzzo.